# Stoelmanseiland
Stoelmanseiland of Stoeli is een eiland (en het erop liggende dorp) op het punt waar de rivieren Tapanahony en Lawa samenvloeien in de Marowijne, die tevens de grensrivier met Frans-Guyana vormt. Het ligt in het ressort Paramacca aan de oostgrens van het district Sipaliwini. 

## Geschiedenis
Stoelmanseiland is genoemd naar de officier Philip Samuel Stoelman die aan het einde van de achttiende eeuw vocht tegen de weggelopen slaven onder leiding van Boni. Tijdens de Binnenlandse Oorlog had het Junglecommando van Ronnie Brunswijk er enige tijd zijn hoofdkwartier.

## Infrastructuur
Stoelmanseiland is niet over de weg te bereiken. Tot in de jaren '50 was de enige mogelijkheid Stoelmanseiland te bereiken per korjaal over de rivier vanuit Albina. Vanaf eind 1955 werd er een telefoonverbinding met Paramaribo opgezet, waardoor het eiland ook beter bereikbaar werd. Na opening van het ziekenhuis werd de Stoelmanseiland Airstrip aangelegd en konden patiënten snel naar Paramaribo worden gevlogen voor verdere hulp.

## Ziekenhuis
In opdracht van de Evangelische Broedergemeente Suriname (EGBS) werd door de architect ir. P.J. Nagel het Johannes King Hopitaal aangelegd. Het ziekenhuis is vernoemd naar Johannes King (ca. 1830-1898), een bekeerde marron die de eerste zendeling in het gebied was en tevens de eerste schrijver in het Sranan. Het ziekenhuis vervult een belangrijke functie als regionale post voor een groter gebied in het binnenland van Sipaliwini. Het complex, dat bestaat uit een hospitaal, polikliniek en dokterswoning werd in 1956 geopend. In 1962 werd het uitgebreid met Stoelmans Guesthouse aan de oever van de rivier, eveneens door Peter Nagel ontworpen.
Na de Binnenlandse Oorlog functioneerde alleen de polikliniek van het ziekenhuis nog. In de 21e eeuw is het een groot gezondheidscentrum verzorgt door Medische Zending.

## Goudwinning

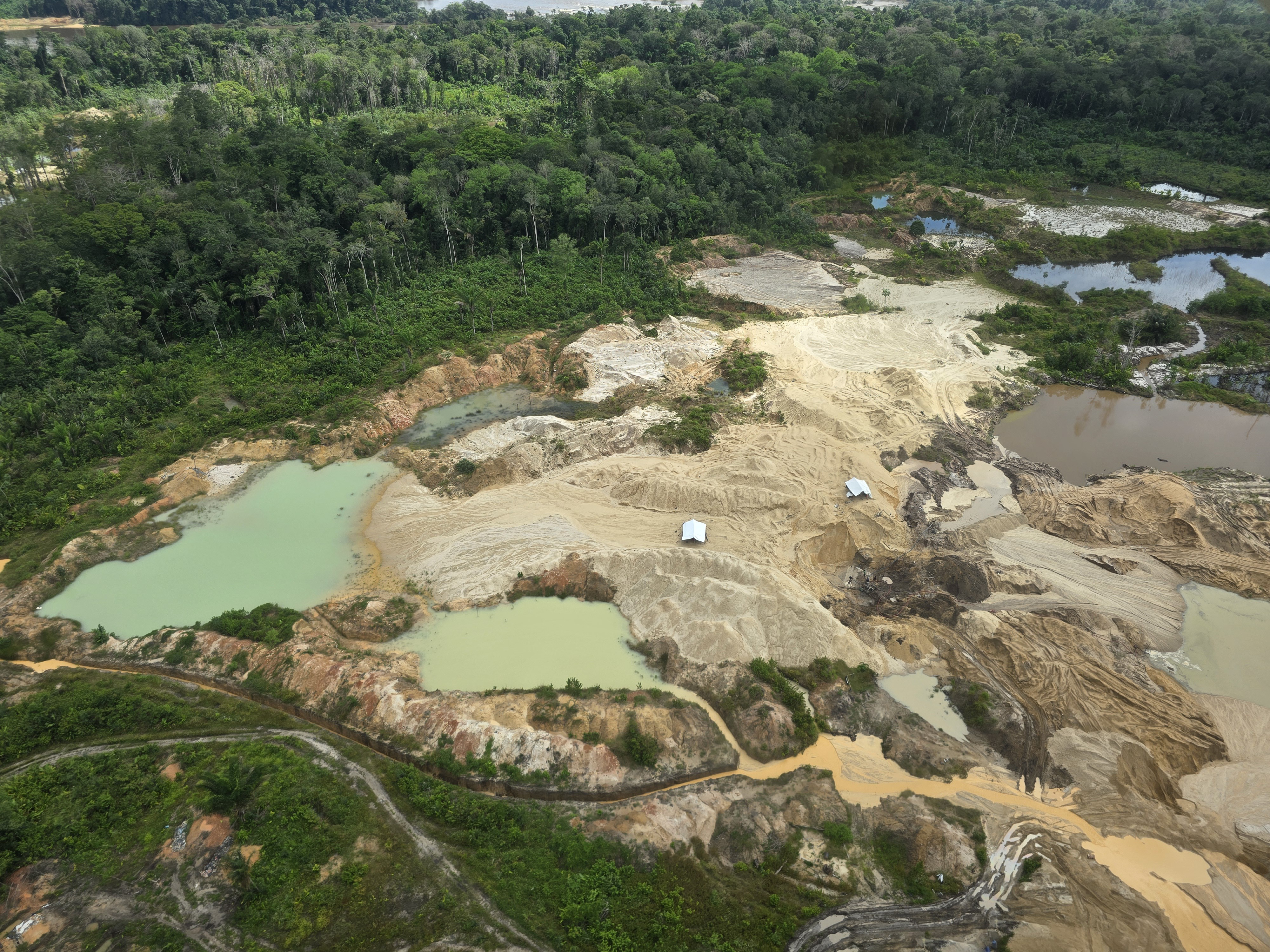
Goudwinning

Nabij Stoelmanseiland, tussen de rivieren Marowijne en de monding van de Tapanahony vindt goudwinning plaats.
Koina · Langatabbetje · Lokaloka · Nason · New Libi · Sikisani · Snesiekondre · Stoelmanseiland